# 小行星6829
小行星6829（6829 Charmawidor）是一颗绕太阳运转的小行星，为主小行星带小行星。该小行星于1991年1月18日发现。

## 轨道参数
小行星6829的轨道半长轴为2.8604074 UA，离心率为0.070。